# Meddah
El Meddah es una forma tradicional de espectáculo de Turquía. El meddah era un cantante que generalmente actuaba ante el público en los cafés. La historia era dramatizada: después de una breve introducción en verso, el meddah contaba la historia interpretando varios papeles, cambiando la voz y el tono, e imitando dialectos diferentes. Sus accesorios eran un pañuelo y un bastón de paseo, que servían para sugerir cambios de escena o de personaje.
La tradición del meddahlik es muy antigua, y los temas de las historias eran a menudo sacados de hechos reales, cambiados para agradar al público o para adaptarse a la situación política. El lado cómico a menudo era evidente, y los personajes se convertían en auténticas caricaturas.
El arte de los meddah, artistas profesionales que viajaban de una ciudad a otra, se basaba en la mímica y el control de la voz. El espectáculo no tenía límites de duración: tradicionalmente, los buenos meddah sabían adaptar la historia a la reacción del público.
El meddah fue declarado Patrimonio Oral e Inmaterial de la Humanidad por la Unesco en 2003.